# Kligl Sándor
Kligl Sándor (Mosonmagyaróvár, 1945. február 27. –) Munkácsy Mihály-díjas magyar szobrászművész, érdemes és kiváló művész.

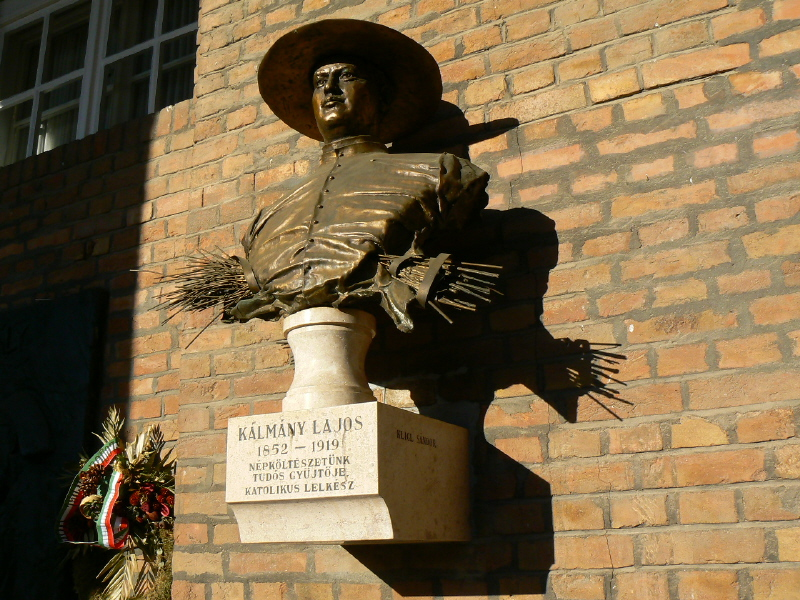
Kálmány Lajos mellszobra, Szeged

## Életpályája
A budapesti Képző- és Iparművészeti Gimnáziumban érettségizett  1963-ban. 1964 és 1970 között a Magyar Képzőművészeti Főiskola szobrász szakára járt, ahol a mestere Mikus Sándor volt. 1971-től 1980-ig a Hódmezővásárhelyi művésztelepen élt, majd Hódmezővásárhelyről Szegedre költözött, ahol azóta is él és alkot.

## Tagságai
- Magyar Képzőművészek Szövetsége és Művészeti Alap (1976-tól)
- MAOE tagja (1990-től)

## Hivatalos megbízásai
- Nemzeti Kulturális Alapprogram Főbizottságának tagja (2000-2002, 2012-től)
- Képcsarnok művészeti tanácsadója (2003-2006)
- Magyar Művészeti Akadémia köztestületi tagja (2015)

## Díjai, elismerései
- Derkovits ösztöndíj (1978-1981)
- Szegedért emlékérem (1996)
- Hazáért Érdemkereszt (1997)
- Területi Prima-díj (2006)
- Magyar Örökség díj (2010)
- Csongrád Megyei Önkormányzat alkotói díja (2010)
- A Magyar Érdemrend lovagkeresztje (2012)
- Munkácsy Mihály-díj (2013)
- Csongrád megye díszpolgára (2013)
- Érdemes művész (2017)
- Kiváló művész (2022)[2]

## Önálló kiállításai (válogatás)
Egyéni kiállítások:
- Szeged (1973, Tóth Valériával),

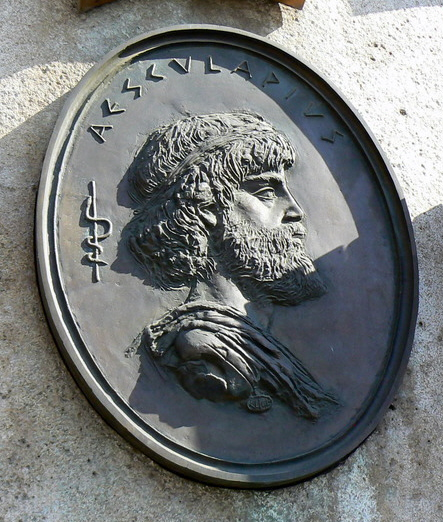
Aszklépiosz tondó

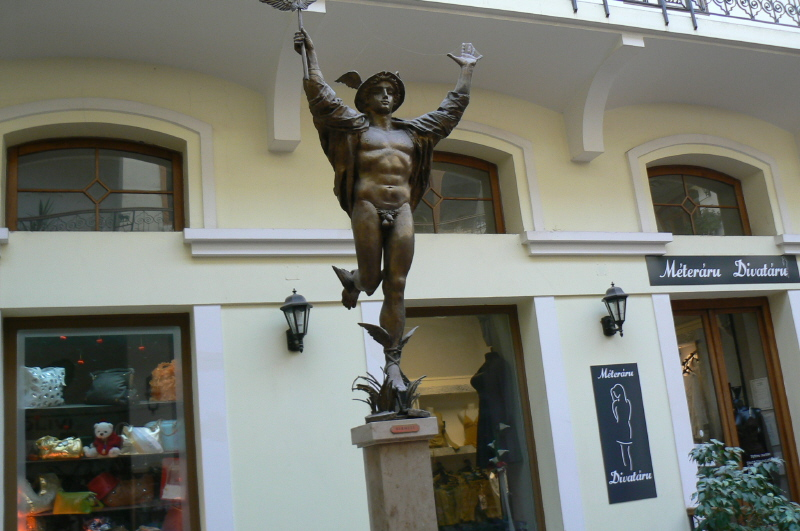
Hermész

- Hatvan (1976, MÁV pályaudvar, Tóth Valériával),
- Gyöngyös (1976, Kertészeti Főiskola, Tóth Valériával),
- Hódmezővásárhely (1976, Tornyai János Múzeum),
- Szentes (1977, Kisgaléria, Tóth Valériával),
- Budapest (1977, Pesterzsébeti Múzeum, Tóth Valériával),
- Budapest (1983, Csók István Galéria, Tóth Valériával),
- Oslo (Norvégia, 1985, Tóth Valériával és Szász Endrével),
- Bécs (Ausztria, 1985, Dorotheum, Tóth Valériával és Szász Endrével),
- Baden-Baden (Németország, 1988, Városi Galéria),
- Darmstadt (Németország, 1988, Városi Könyvtár),
- Fürth (Németország, 1990, Grundig Stiftung),
- Nürnberg (Németország, 1991, Grundig Stiftung),
- Stuttgart (Németország, 1993, Magyar Intézet),
- Róma (Olaszország, 2001, Római Magyar Akadémia),
- Liège (Belgium, 2002, Városi Kiállító Csarnok),
- Budapest (2010. Nov.-Dec., Pataky Galéria, Horváth László Xavérral és Nádler Tiborral (1943-2002)).
- 1976. Tornyai János Múzeum, Hódmezővásárhely
- 1982. Csók Galéria, Budapest
- 1985. Oslo, Norvégia
- 1988. Baden-Baden, Darmstadt, Németország
- 1990. Fürth, Németország
- 1991. Nürnberg, Németország
- 1993. Stuttgart, Németország

## Csoportos kiállításai (válogatás)
- 1973. Vásárhelyi Őszi Tárlat, Tornyai János Múzeum, Hódmezővásárhely
- 1979. Vásárhelyi Őszi Tárlat, Tornyai János Múzeum, Hódmezővásárhely
- 1980. Szegedi Nyári Tárlat, Móra Ferenc Múzeum Képtára, Szeged
- 1997. Szegedi Nyári Tárlat, Móra Ferenc Múzeum Képtára, Szeged
- 1996. Szegedi szobrászok, Móra Ferenc Múzeum Képtára, Szeged.

## Köztéri alkotásai (válogatás)

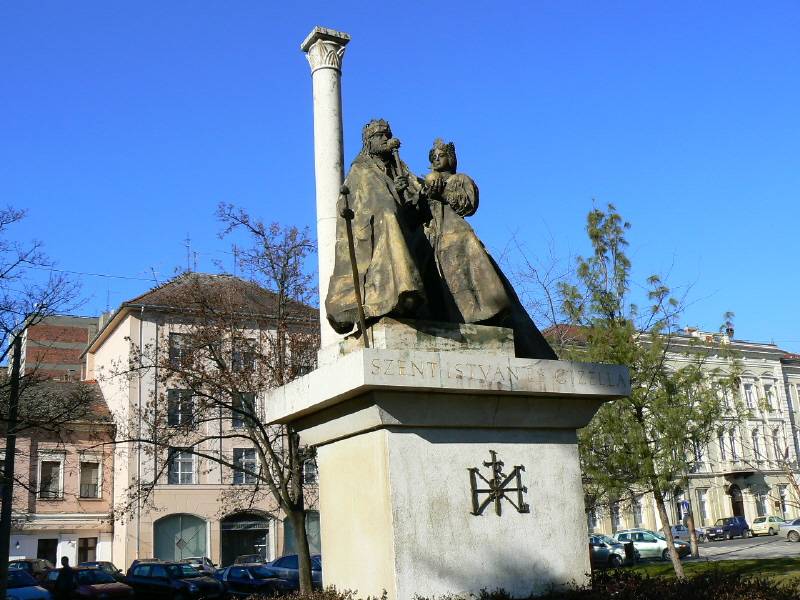
Szent István és Gizella

Kligl-alkotások térben és időben: https://www.kozterkep.hu/a/879/kligl-sandor.html
- 1973 - Őzek - bronz - Derekegyház

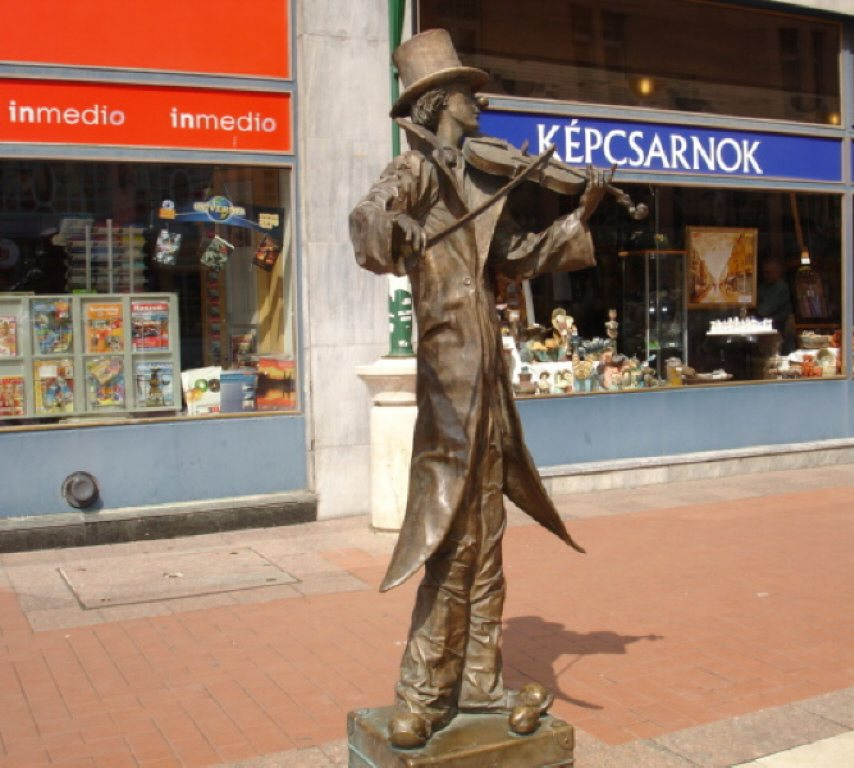
Utcai zene

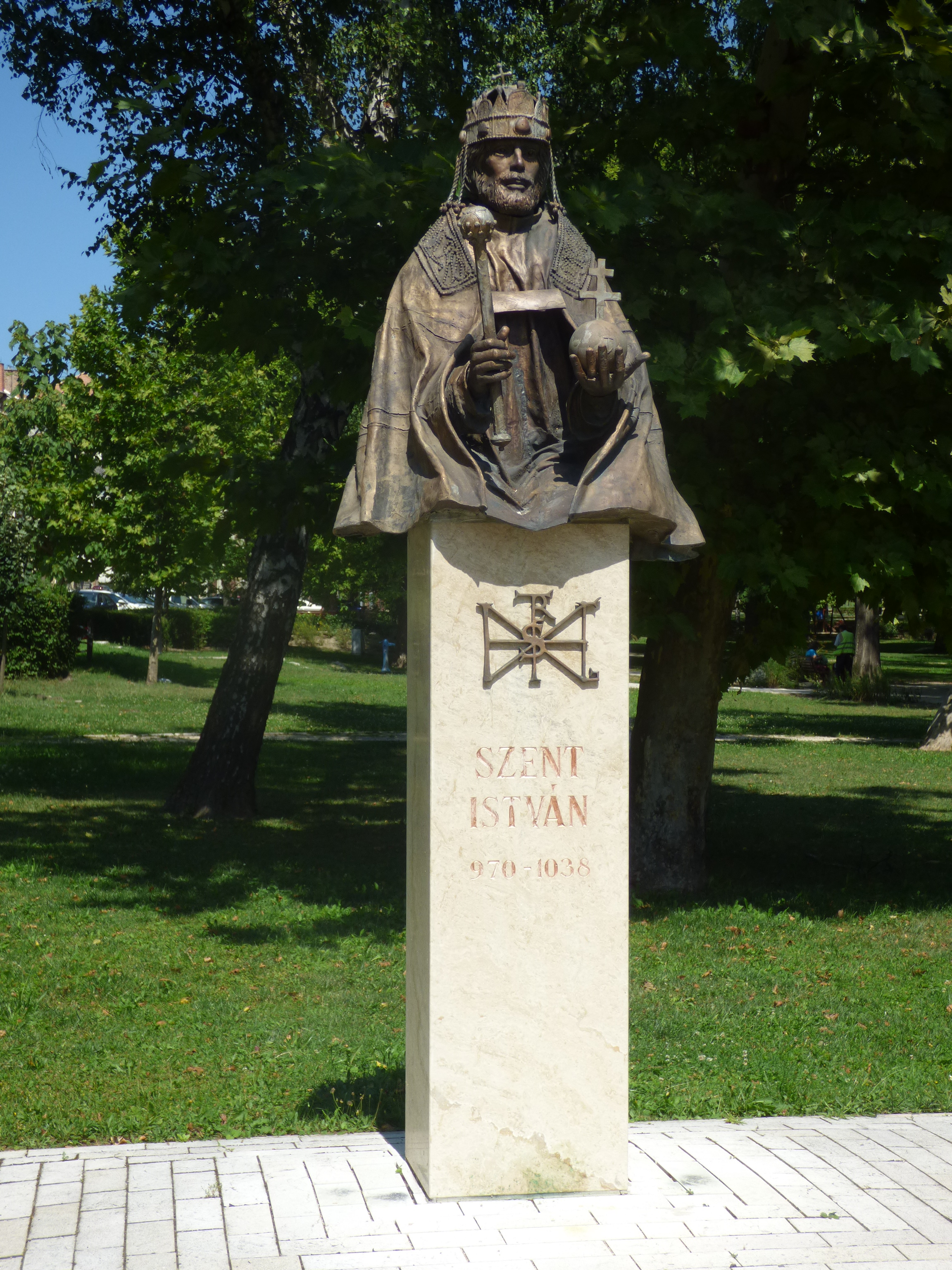
Szent István (Mór, 2013)

- 1975 - Hagymafüzér - vörösréz - Makó, Fő tér, Irodaház
- 1976 - Gondoskodás - mészkő, 2 figurás, 210 cm - Algyő, Egészségház
- 1977 - A csend hangja - kő - Balassagyarmat, Tüdőszanatórium
- 1978 - Kliegl József - kő, 190 cm - Baja, Rk. Templom kert
- 1978 - Tanyasi iskolások - mészkő, 3 figurás, 170 cm - Hódmezővásárhely
- 1979 - Kapudombormű - vörösréz, 230 x 180 cm - Hódmezővásárhely, Bethlen Gimnázium
- 1980 - Gondoskodás - kő - Algyő
- 1985 - Az operatőr, Eiben István - bronz, 200 cm - Budapest, MAFILM-Pasarét
- 1985 - Szőlőmunkások - bronz, 2 figurás, 230 cm - Gyöngyös, Mátrai út
- 1985 - Földműves emlékmű - kő - Felgyő
- 1985 - József Attila - bronz, mészkő, 7 figurás, 200 cm - Békéscsaba
- 1985 - Balcescu - bronzportré - Méhkerék, Fő tér
- 1986 - Dombormű - gipsz, 2 x 300 x 500 cm - Szeged, Nemzeti Színház
- 1987 - Aszklépiosz - bronz dombormű, 60 x 45 cm - Szeged, Takaréktár u.
- 1988 - Őzek - bronz - Bázel
- 1991 - Vízmérnökök - bronz, 2 figurás, 200 cm - Dunaföldvár, Fő tér
- 1992 - Díszkút - bronz - Nürnberg
- 1995 - Szentkereszty András - 5/4-es bronzportré - Szanazug
- 1995 - Stációk - templom bronzkapu, 240 x 210 cm - Szlovákia, Ajnácskő, Kisboldogasszony-templom
- 1996 - Szent István és Gizella - bronz, 240 cm - Szeged, Széchenyi tér
- 1998 - Kirándulók - bronz - Békéscsaba
- 1999 - Hermész - bronz kút, 1.9 x 4m - Szeged, Kárász u., Átrium üzletház
- 2000 - Szent István és Gizella - bronz, 2m - Kapuvár, Fő út
- 2001 - Németek kitelepítésének Emlékműve - bronz, 5 figurás, 3 x 4m - Elek, Fő tér
- 2001 - Szent Ferenc - bronz, 2m - Budapest, Szt. Ferenc Kórház, Széher út
- 2002 - Utcai zene - bronz, 4 figurás, 1.9 x 2m - Szeged, Kárász utca
- 2002 - Kiss Manyi - bronz, 180 cm - Budapest, IX., Nemzeti Színház
- 2002 - Kálmány Lajos - 5/4-es bronz portré - Szeged, Dóm tér, Pantheon
- 2002 - Kossuth Lajos - 5/4-es bronzportré - Szarvas
- 2002 - Kovács Béla - bronz, carrarai márvány, 5m - Budapest, V., Kossuth tér
- 2002 - Korpusz - bronz, 190 cm - Románia, Brassó, új magyar Rk. templom
- 2002 - Parkfigura - bronz, 210 cm - Göttingen
- 2002 - Szerelem - carrarai márvány, 2 figura - Szeged, Házasságkötő terem
- 2002 - Esküvő - akril, 4 db dombormű, 160 x 105 cm - Szeged, Házasságkötő terem
- 2003 - Lány kerékpárral - bronz, 190 cm - Németország
- 2003 - Székely László emléktábla - bronz, 60 x 70 cm - Románia, Temesvár
- 2003 - Kalapos lány - bronz, 190 cm - Németország
- 2004 - Kalapos lány - bronz, 190 cm - Szerbia, Szabadka
- 2005 - Parkfigura - bronz, 210 cm - Szerbia, Szabadka
- 2005 - Eszmélet - József Attila - bronz, kő, 3 figurás, fő alak 230 cm, mű 5m - Hódmezővásárhely
- 2006 - Kirándulók - bronz, 2 figurás, 210 cm - Békéscsaba, Sétáló u.
- 2006 - Gróf Széchenyi István - bronztábla - Szolnok, Széchenyi városrész, Görög kat. templom
- 2007 - Szent-Györgyi Albert - bronz portré - Lakitelek
- 2007 - Szent-Györgyi Albert - bronz portré - Szolnok
- 2008 - Fehér Miklós (labdarúgó) - 5/4-es portré, patinázott gipsz - Győr
- 2008 - Mindszenty József hercegprímás - bronz, 2m - Esztergom
- 2008 - Prohászka Ottokár püspök - 5/4-es bronz - Lakitelek
- 2008 - Fiatal pár, farmerban - bronz, 190 cm - Szolnok, Fő tér
- 2008 - Fiú kutyával, golden retriver - bronz, 140 cm - Szolnok, Fő tér
- 2008 - Madonna, Szent Dömötör, Szent Don Bosco - dombormű, 85 x 205 cm - Szeged, Püspöki palota
- 2008 - Erzsébet szobor - bronz - Mórahalom
- 2009 - Játszó gyerekek - bronz, 4 figurás, 130 x 300 cm - Esztergom
- 2009 - Gördeszkás fiú - Szolnok
- 2009 - Kislány babával - Szolnok
- 2009 - "A háború" - A doni harcosok emlékére - Szeged, Rákóczi tér
- 2005-2010 - Díszkút - 4 figurás bronz kút, 175 cm - Mórahalom, Erzsébet fürdő
- 2010 - "Mamma Bella" - 190 cm - Nagykanizsa
- 2010 - Kacsakút - Szeged
- 2010 - Móra Múzeum emléktábla - 90 x 80 cm - Szeged
- 2010-2012 - Utcai zene - Tokió
- 2012 - Kovrig Béla - bronz portré - Budapest
- 2013 - Weis István - Budapest, ONYFI
- 2013 - Gárdonyi Géza - Gárdony
- 2013 - Szent István - Mór
- 2013 - Kolonics György - Sukoró
- 2013 - A horgász és a macska - Szolnok, Kossuth tér
- 2013 - Szent István és Gizella - Jászapáti
- 2014 - Richard Strauss - Budapest, Magyar Állami Operaház
- 2014 - Albert Flórián - Budapest, FTC stadion
- 2014 - II. Almásy János - Törökszentmiklós
- 2014 - Weöres Sándor - Pécs
- 2014 - Für Lajos - Egyházasrádóc
- 2015 - Kovács Béla - bronz, carrarai márvány, 5m - Budapest, V., Olimpia Park
- 2016 - A németek kiűzésének emlékműve - Budapest, XXIII.
- 2016 - Mindszenty József hercegprímás - mészkő - Komárom
- 2016 - Dr. Szobonya Zoltán, 56-os forradalmár - Mélykut
- 2017 - Petőfi Sándor bronz portrészobra - Ukrajna, Ivano-Frankivszk
- 2017 - 56-os fiatal - Újszentiván
- 2017 - Szent István - Jánoshalma
- 2018 - Szendrey Júlia - Koppenhága
- 2018 - Grosics Gyula - bronz, 2m - Újbuda
- 2018 - Árpád és vezérei - Ópusztaszer
- 2019 - A világrekord gímszarvas bika bronzszobra - Zala, Bak-Sohollár
- 2019 - Apponyi Geraldine - bronz, 2m - Tirana
- 2019 - II. Rákóczi Ferenc - bronz, 2m - Rákóczifalva
- 2019 - "A kiűzött német ajkúak emlékére..." - Soroksár
- Több, mint 50 bronz emléktábla (pl. Kapuvár - Felsőbüki Nagy Pál, Tisza István - Bp. V. ker., Zrínyi u., Hódmezővásárhely, Felvidék, Szombathely, Kiskunhalas, Algyő, Szeghalom, Várpalota, Bonyhád, Békés, Szeged, Szentes, Tiszaújváros stb.)
- Madonna 2000 / NKÖM - ezüst, 48 cm
- Kölcsey Ferenc Millenniumi Díj - bronz
- Zsigmond "Visegrádi Négyek tiszteletére" / NKÖM - ezüst, 45 cm
- Festmények, érmék és kisplasztikák - bronz, terrakotta, porcelán, ezüst
- Restaurálási munkák: Hódmezővásárhely, Szeged, Basel
- Puskás Ferenc érem - MLSZ - ezüst - 2006